# III legislatura de España
La iii legislatura de España (xcii desde las Cortes de Cádiz) comenzó el 15 de julio de 1986 cuando, tras la celebración de las elecciones generales, se constituyeron las Cortes Generales, y terminó el 2 de septiembre de 1989, con la disolución de las mismas. Le precedió la ii legislatura y le sucedió la iv legislatura.
El Partido Socialista Obrero Español obtuvo mayoría absoluta en el Congreso de los Diputados. Felipe González fue reinvestido presidente del Gobierno y formó su segundo Gobierno.

## Inicio de la legislatura

### Elecciones generales
Las elecciones tuvieron lugar el 22 de junio de 1986. En ellas, el gobierno de Felipe González revalidaba la mayoría absoluta obtenida en 1982 aunque con un descenso notable de escaños. La Coalición Popular (ahora Partido Popular) se consolidaba como la segunda fuerza política tras la desaparición de UCD.

### Investidura
El 23 de julio de 1986 se produjo la votación de la sesión de investidura en el Congreso de los Diputados. Felipe González fue investido presidente del Gobierno por segunda vez consecutiva. Solamente los miembros del PSOE votaron afirmativamente. El resto de la cámara voto negativamente, excepto la minoría vasca que se abstuvo.
| Candidato       | Fecha                                                    | Voto |     |    |    |    | IU |   |   |   |   |   |   |   | Total   |
| --------------- | -------------------------------------------------------- | ---- | --- | -- | -- | -- | -- | - | - | - | - | - | - | - | ------- |
| Felipe González | 23 de julio de 1986 Mayoría absoluta requerida (176/350) | Sí   | 184 |    |    |    |    |   |   |   |   |   |   |   | 184/350 |
| Felipe González | 23 de julio de 1986 Mayoría absoluta requerida (176/350) | No   |     | 94 | 19 | 18 | 7  |   |   | 2 | 1 | 1 | 1 | 1 | 144/350 |
| Felipe González | 23 de julio de 1986 Mayoría absoluta requerida (176/350) | Abs. |     |    |    |    |    | 6 |   |   |   |   |   |   | 6/350   |
| Felipe González | 23 de julio de 1986 Mayoría absoluta requerida (176/350) | Aus. |     | 11 |    |    |    |   | 5 |   |   |   |   |   | 16/350  |

### Moción de censura de 1987
En marzo de 1987, transcurrido escaso tiempo de su elección como líder de AP, Hernández Mancha planteó una moción de censura contra el gobierno socialista, una maniobra que muchos tildaron de suicida (el PSOE gozaba de mayoría absoluta) y que, posiblemente, estuviera destinada a darse a conocer ante el gran público, puesto que se le permitió, de manera excepcional, acudir a debatir al congreso a pesar de no ser diputado. Como era de esperar, la moción no prosperó (sólo votaron a favor los diputados de Alianza Popular y Unión Valenciana) y, además, proyectó una imagen bastante negativa de Hernández Mancha, que perdió el duelo dialéctico contra el vicepresidente Alfonso Guerra y se vio sometido a las virulentas críticas del resto de portavoces de los demás partidos.
| Candidato                | Fecha                                                    | Voto |     |    |    |    | IU |   |   |   |   |   |   |   | Total   |
| ------------------------ | -------------------------------------------------------- | ---- | --- | -- | -- | -- | -- | - | - | - | - | - | - | - | ------- |
| Antonio Hernández Mancha | 30 de marzo de 1987 Mayoría absoluta requerida (176/350) | Sí   |     | 65 |    |    |    |   |   |   |   |   |   | 1 | 66/350  |
| Antonio Hernández Mancha | 30 de marzo de 1987 Mayoría absoluta requerida (176/350) | No   | 182 |    |    |    | 6  | 4 |   | 2 |   |   | 1 |   | 195/350 |
| Antonio Hernández Mancha | 30 de marzo de 1987 Mayoría absoluta requerida (176/350) | Abs. |     | 39 | 13 | 18 |    |   |   |   | 1 | 1 |   |   | 72/350  |
| Antonio Hernández Mancha | 30 de marzo de 1987 Mayoría absoluta requerida (176/350) | Aus. | 2   | 1  | 6  |    | 1  | 2 | 5 |   |   |   |   |   | 17/350  |

## Economía
La entrada de España en la Comunidad Económica Europea impulsa la economía y permite dejar atrás la crisis de los años 80. Entre 1986 y 1989 se crean más de 1.300.000 puestos de trabajo en España, pasando de 10,9 millones a 12,3 millones de afiliados a la Seguridad Social.